# Berceo
Berceo – gmina w Hiszpanii, w prowincji La Rioja, w La Rioja, o powierzchni 15,27 km². W 2011 roku gmina liczyła 174 mieszkańców.